# Pedro Adigue junior

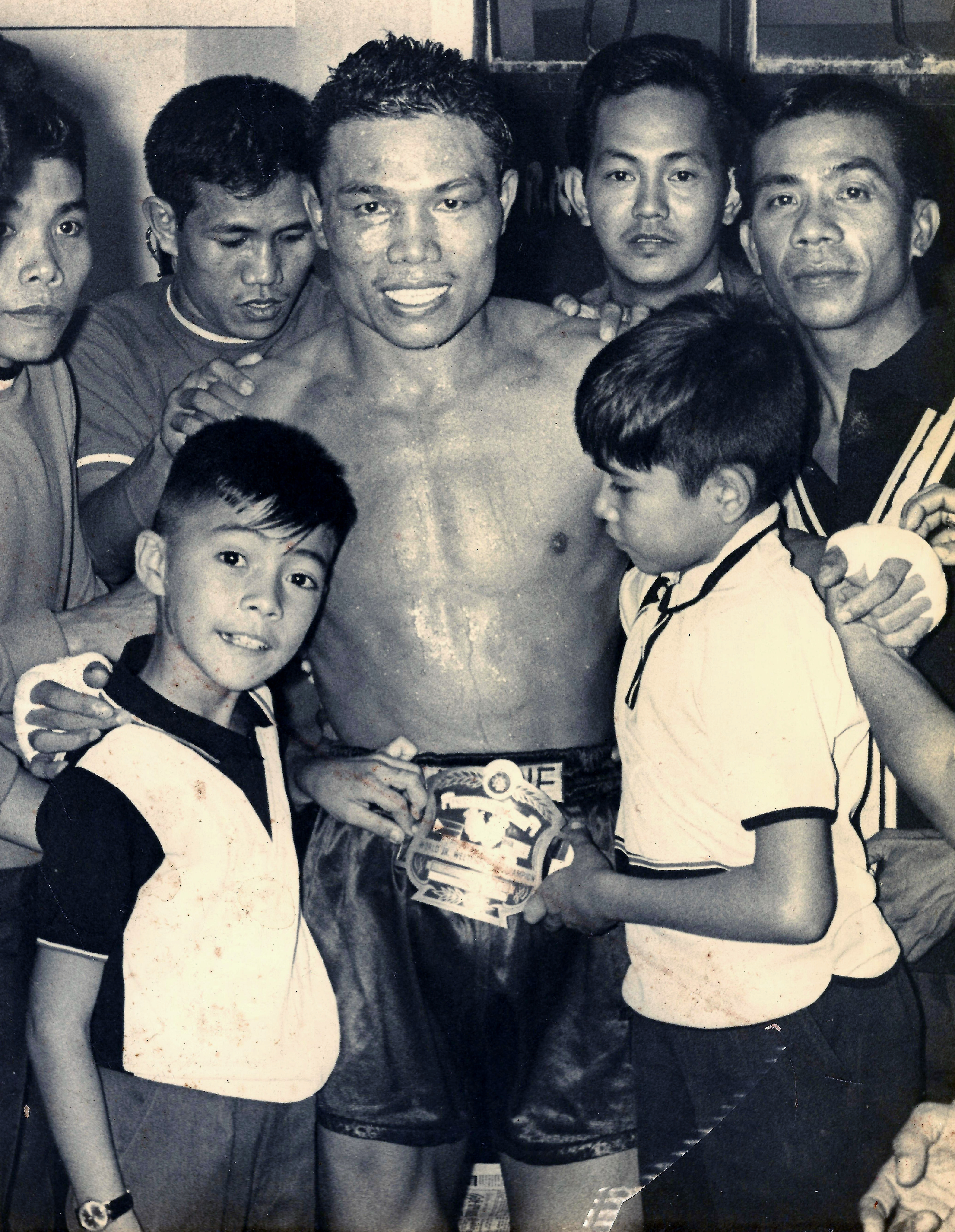
Pedro Adigue Jr.

Pedro Adigue (* 16. November 1943 in Palanas, Masbate, Philippinen; † 20. November 2003) war ein  philippinischer Boxer im Halbweltergewicht. 

## Karriere
Am 14. Dezember 1968 besiegte er den US-Amerikaner Adolph Pruitt im Kampf um den vakanten WBC-Weltmeistergürtel über 15 Runden nach Punkten. Er verlor den direkten Rückkampf, der nur drei Monate später in Honolulu stattfand, durch technischen Knockout in Runde 5. In diesem Kampf stand der Titel allerdings nicht auf dem Spiel, sodass Adigue weiterhin Weltmeister war. 
In seinem nächsten Fight fügte er dem Japaner Kōichi Wajima dessen erste Niederlage zu. Am 31. Januar 1970 musste er sich dem Italiener Bruno Arcari einstimmig nach Punkten geschlagen geben und verlor dadurch den Titel an ihn.